# 臺灣澳洲紐西蘭商會
臺灣澳洲紐西蘭商會 成立於1991年，是一個非營利、政治中立的工商組織，代表於澳洲、紐西蘭及臺灣之間有業務往來的企業、組織與個人，旨在促進三邊商業關係的交流與發展。於2020年首次發表白皮書（Discussion Papers），對臺灣經商環境提出改善建議，內容涵蓋區域經濟整合、經濟合作協定、外人入境等國際經貿議題，以及金融機構、醫療保健、食品及飲料等產業議題。